# ستاف شافير

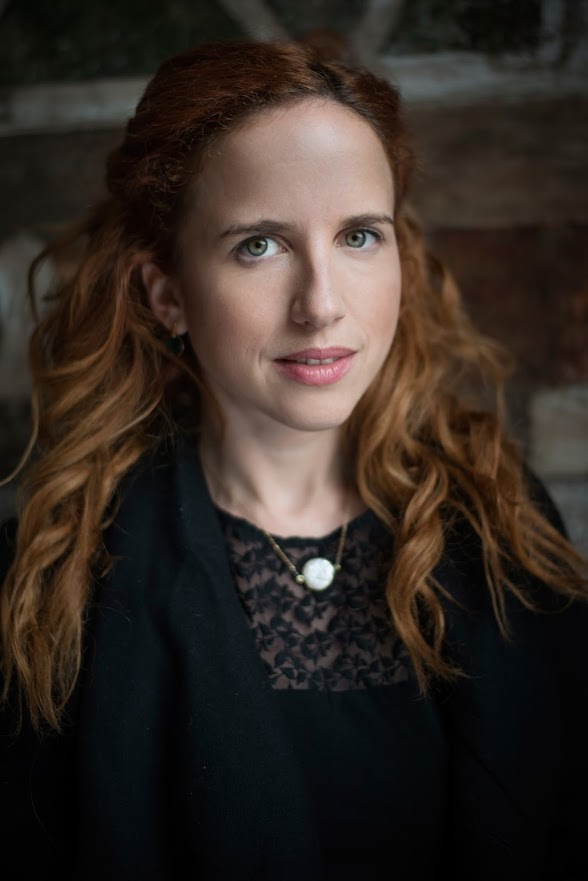
ستاف شافير.

ستاف شافير (بالعبرية: סתיו שפיר؛ ولد 17 مايو 1985) سياسية إسرائيلية وتعتبر أصغر عضوه في الكنيست من الإناث في تاريخ إسرائيل.

## روابط خارجية
- ستاف شافير على موقع IMDb (الإنجليزية)